# Zduchovice

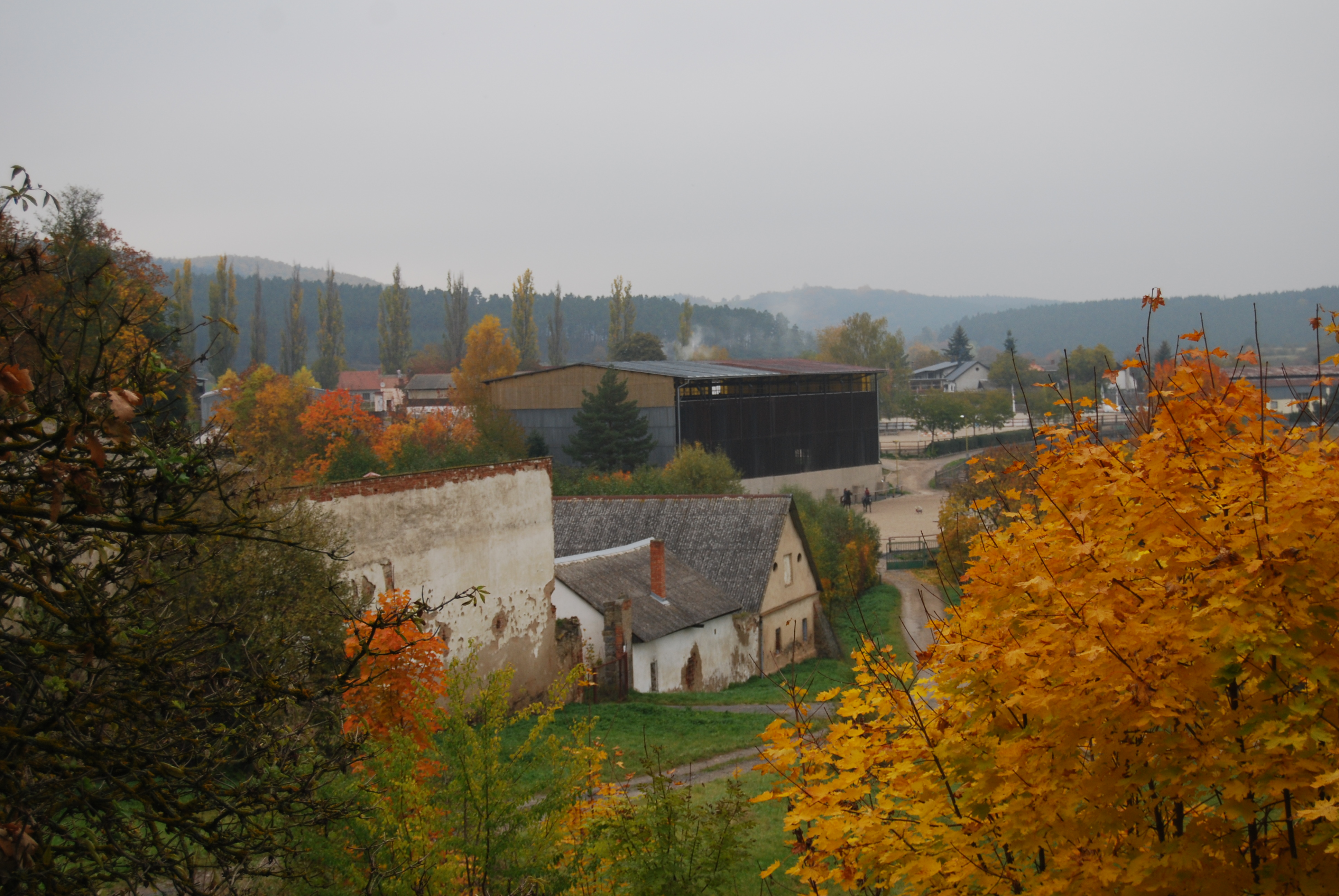
Blick auf einen Teil von Zduchovice mit dem Reiterhof

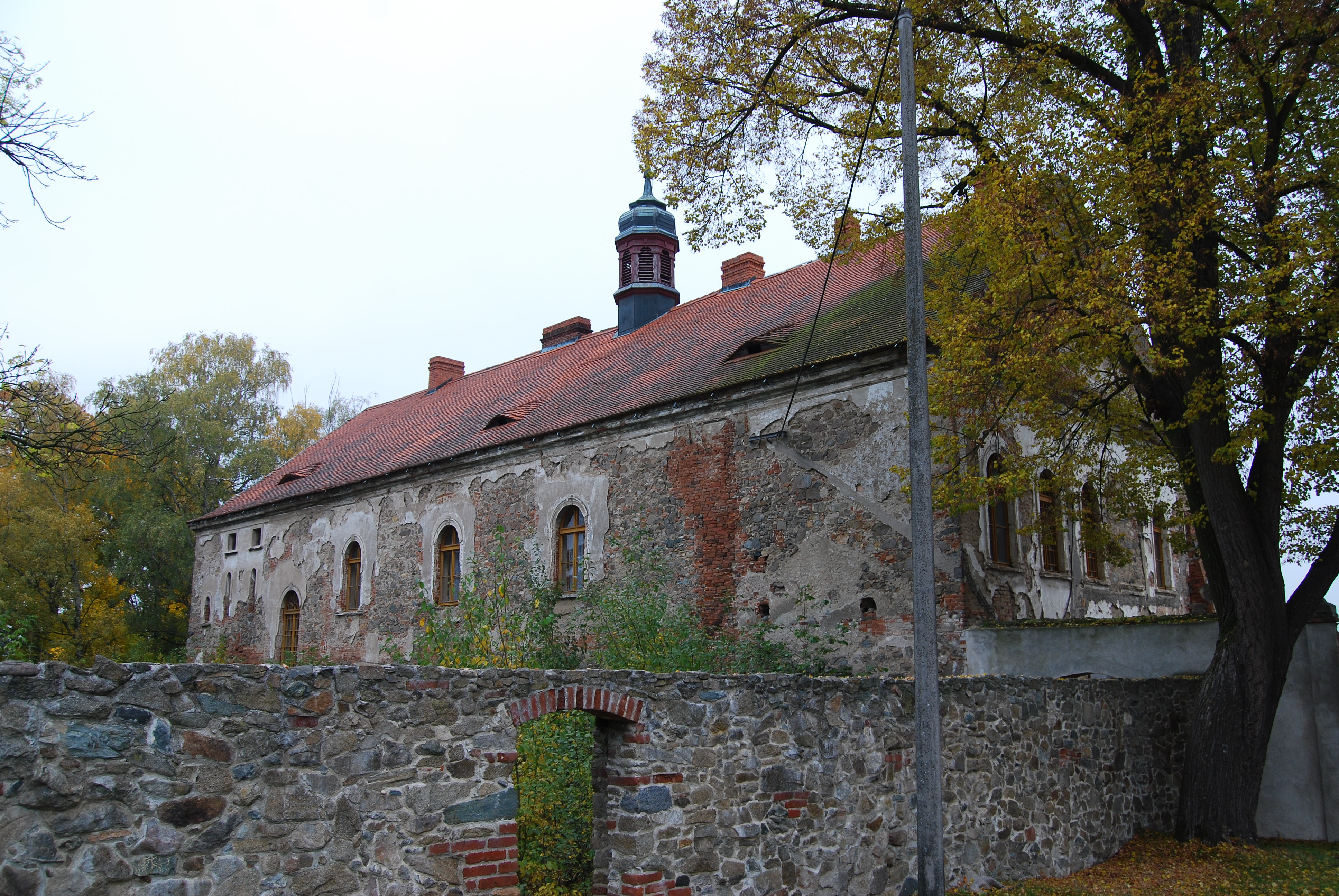
Schloss Zduchovice

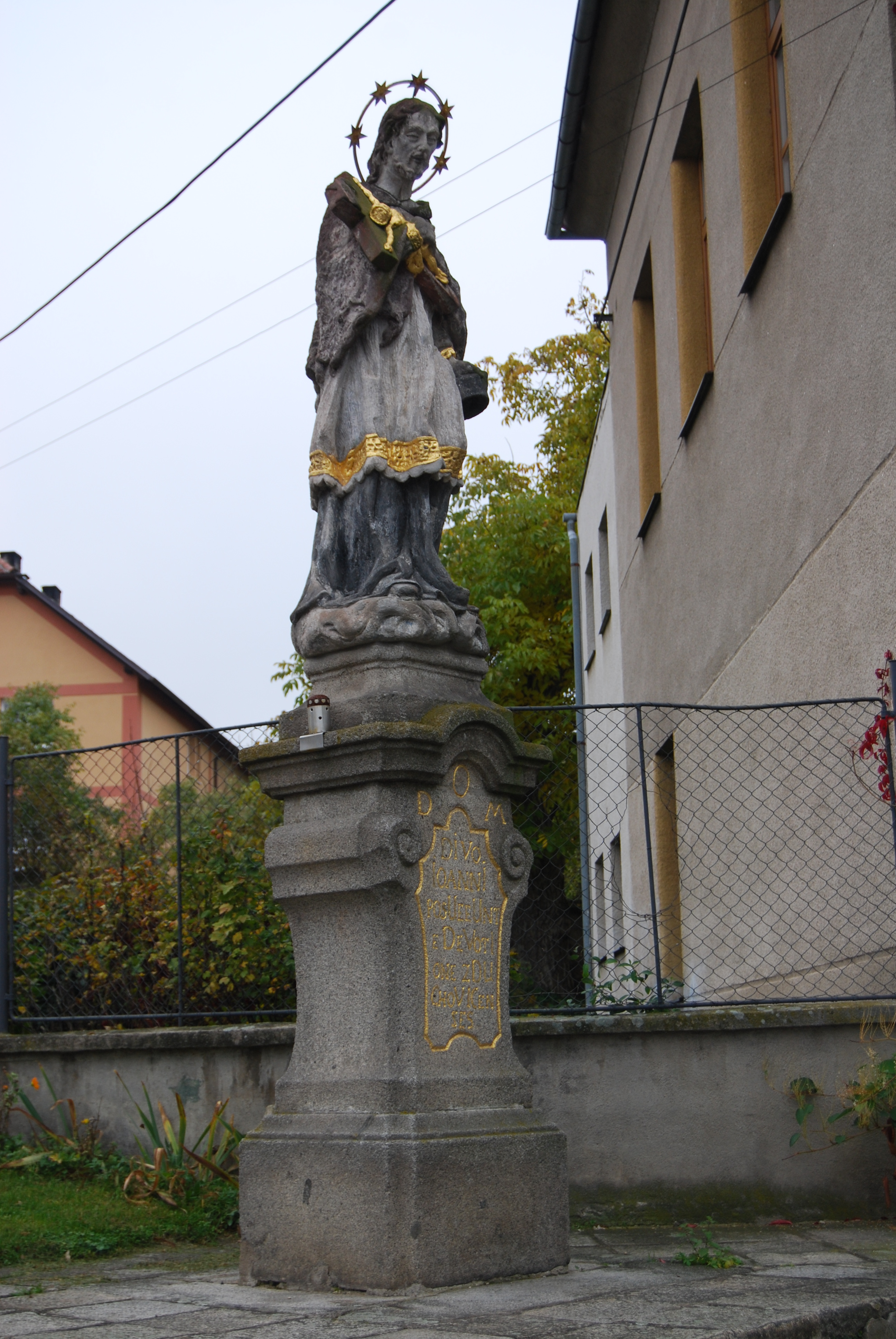
Statue des hl. Johannes von Nepomuk

Zduchovice (deutsch Zduchowitz, auch Sduchowitz) ist eine Gemeinde in Tschechien. Sie liegt sieben Kilometer nordwestlich von Krásná Hora nad Vltavou und gehört zum Okres Příbram.

## Geographie
Zduchovice befindet sich im Tal des Baches Zduchovický potok in der Dobříšská pahorkatina (Dobrischer Hügelland). Nördlich erhebt sich der Čepel (502 m n. m.), im Nordosten der Perdlák (422 m n. m.) und die Humna (417 m n. m.), östlich der Vrškamýk (350 m n. m.), im Südosten die Jezerná (446 m n. m.), südlich die Homole (423 m n. m.), im Südwesten der Na Altánku (516 m n. m.) sowie westlich der Bukovec (562 m n. m.). Östlich von Zduchovice liegen der Teich Linhart und die Burgruine Vrškamýk (Huneck). Am nördlichen Ortsrand verläuft die Straße II/118 zwischen Příbram und Kamýk nad Vltavou. In etwa drei Kilometer Entfernung gegen Süden und Osten befindet sich das mit dem Stausee Kamýk geflutete Moldautal.
Nachbarorte sind Luhy, Jalovčí, Horní Třtí und Dolní Třtí im Norden, Velká und Blatnice im Nordosten, Kamýk nad Vltavou im Osten, Švastalova Lhota und Žebrákov im Südosten, U Dominika, Struhy und Na Pakostě im Süden, Solenice, Pacov und Větrov im Südwesten, U Plavců und Bukovec im Westen sowie U Šimánků, Kaliště und Chvojná im Nordwesten.

## Geschichte
Die erste schriftliche Erwähnung des Ortes erfolgte 1045, als Herzog Břetislav I. dem Stift Břevnov drei Leute in der Einöde Zduchovice überließ. Im Jahre 1270 erwarb König Ottokar II. Přemysl Zduchovice von den Břevnover Benediktinern und schlug das Dorf der königlichen Burg Kamýk zu, zu deren Besitzungen es bis 1579 gehörte. Nach der Aufgabe der Jagdburg Kamýk erwarb Jan Vojkovský von Milhostice 1569 die Herrschaft Kamýk von Adam von Neuhaus und ließ in Zduchovice wahrscheinlich einen kleinen Herrensitz errichten. Zehn Jahre später trennte Vilém Vojkovský von Milhostice das Gut Zduchovice von Kamýk ab und verkaufte es an den Besitzer der Herrschaft Starý Knín, Jan Ježovský von Luby.
Nachfolgender Besitzer war dessen Sohn Petr Ježovský von Luby. Durch Heirat mit Ježovskýs Tochter Ludmila gelangte das Gut 1595 an Wenzel Ignaz den Türkischen Wratislaw von Mitrowitz. Ab 1647 gehörte das Gut dessen Sohn Adam Leopold Wratislaw von Mitrowitz, der es 1659 an Nikolaus von Gersdorff verkaufte; im Zuge dieses Kaufes findet sich auch die erste schriftliche Erwähnung der Feste. Ihm folgte Johann Franz von Kaiserstein, der das Gut 1682 bei Mathias Leopold von Rosenfeld gegen Olešná eintauschte. Letzterer vermachte das Gut 1686 testamentarisch dem Königlichen Prämonstratenserstift am Strahow. Zwischen 1730 und 1741 ließen die Prämonstratenser die Feste zum Schloss umbauen. 1843 erfolgte die Bewilligung zur Errichtung einer Schule, nach dem Bau eines Schulhauses wurde 1847 der Unterricht aufgenommen.
Im Jahre 1846 umfasste das im Berauner Kreis gelegene Königliche Stiftsgut Zduchowitz eine Nutzfläche von 1297 Joch 540 Quadratklafter, von denen die Hälfte Ackerland war. Auf dem Territorium lebten 1055 tschechischsprachige Personen, darunter drei jüdische und eine protestantische Familie. Die Haupterwerbsquelle bildete die Landwirtschaft, wobei die Böden kiesig waren. Die Obrigkeit bewirtschaftete einen Meierhof mit Schäferei in Zduchowitz. Zum Gut gehörten die Ortschaften Zduchowitz, Welka (Velká), Žebrakow (Žebrákov), Westetz (Vestec) sowie sieben Häuser von Luh (Luhy). Der politischen und ökonomischen Verwaltung des Stiftsgutes waren zudem die robotpflichtigen Karlsteiner Lehnhöfe Swatonowsky in Groß-Kamaik, Chitrowsky in Klein-Kamaik, Skotonowsky in Třtí, Žebrakow Nosalowetz in Woznitz sowie Bartossowsky Němetzisch und Bartossowsky Říhisch in Žebrakow zugeteilt.
Das Dorf Zduchowitz bestand aus 54 Häusern mit 437 Einwohnern, darunter je einer protestantischen bzw. jüdischen Familie. Im Ort gab es ein obrigkeitliches Schloss mit einer öffentlichen Kapelle, der Wohnung des Amtsverwalters und einem Garten; eine Schule, einen obrigkeitlichen Meierhof, eine obrigkeitliche Schäferei, ein obrigkeitliches Bräuhaus und ein Wirtshaus. Abseits lag das einschichtige Jägerhaus W Bražcich. Pfarrort war Kamaik. Bis zur Mitte des 19. Jahrhunderts bildete Zduchowitz das Amtsdorf des gleichnamigen Stiftsgutes.
Nach der Aufhebung der Patrimonialherrschaften bildete Zduchovice/Zduchowitz ab 1850 mit den Ortsteilen Voznice und Žebrákov eine Gemeinde im Gerichtsbezirk Příbram. Ab 1868 gehörte die Gemeinde zum Bezirk Příbram. Besitzer des Gutes blieb bis zur Bodenreform von 1920 das Stift Strahov. 1932 lebten in Zduchovice mit Voznice und Žebrákov 580 Personen. Zwischen 1957 und 1961 erfolgte der Bau des Kamýk-Stausees mit Wasserkraftwerk als Teil der Moldau-Kaskade; dabei wurden die Ansiedlung Voznice, wie auch das gegenüberliegende Proudkovice, und einige Einzelhöfe im Moldautal aufgelöst und überflutet. Zu Beginn des Jahres 1980 wurden Zduchovice und Žebrákov nach Kamýk nad Vltavou eingemeindet. Seit dem 1. Juli 1990 besteht die Gemeinde Zduchovice wieder.
Heute ist die Gemeinde ein Erholungsort. An der Moldauschleife bei Žebrákov entstanden die Siedlungen U Dominika und Na Rybárně mit 160 Ferienhäusern. In Žebrákov gibt es ein Hotel und in Zduchovice einen Reiterhof.

## Gemeindegliederung
Die Gemeinde Zduchovice besteht aus den Ortsteilen Zduchovice (Zduchowitz) und Žebrákov (Schebrakow). Grundsiedlungseinheiten sind Bukovec, Zduchovice und Žebrákov. Zu Zduchovice gehören außerdem die Ansiedlungen U Dominika und Na Rybárně sowie die Einschicht Na Pakostě.

## Sehenswürdigkeiten
- Barockschloss Zduchovice mit Schlosskapelle des hl. Norbert; es entstand in den Jahren 1730–1741 durch Umbau der zum Ende des 16. Jahrhunderts erbauten Feste. Bis zur Bodenreform von 1920 gehörte es dem Stift Strahov, danach kaufte Karel Havlík das Schloss mit dem verbliebenen Rest des Gutes. 1948 wurde es verstaatlicht. Danach wurde das Schloss durch den örtlichen Nationalausschuss (MNV) zum Kulturhaus umgestaltet. Heutiger Besitzer ist das Unternehmen Resort Zduchovice. Das Schloss ist nicht öffentlich zugänglich.
- Statue des hl. Johannes von Nepomuk
- Nischenkapelle im nördlichen Teil des Dorfes an der Straße II/118
- Gusseisernes Kreuz am Abzweig nach Horní Třtí, es erinnert an eine in den 1950er Jahren abgerissene Kapelle
- Ruine der Burg Vrškamýk
- Aussichtspunkt Altánek südlich von Zduchovice über dem Moldautal, der Felshang fällt dort 200 Meter zum Fluss ab, dem Aussichtspunkt gegenüber liegt die große Moldauschleife Vltavská podkova (Moldau-Hufeisen). Der Ausblick reicht weit in den Landstrich Střední Povltaví
- Hügel Jezerná mit Resten einer Begräbniskapelle der Strahover Prämonstratenser. An der Stelle der Kapelle soll der Legende nach das grausame Ritter Hunec getötet worden sein.